# Körtingsdorf

Die beiden letzten Häuser im ursprünglichen Zustand

Modernisiertes Haus der Arbeitersiedlung

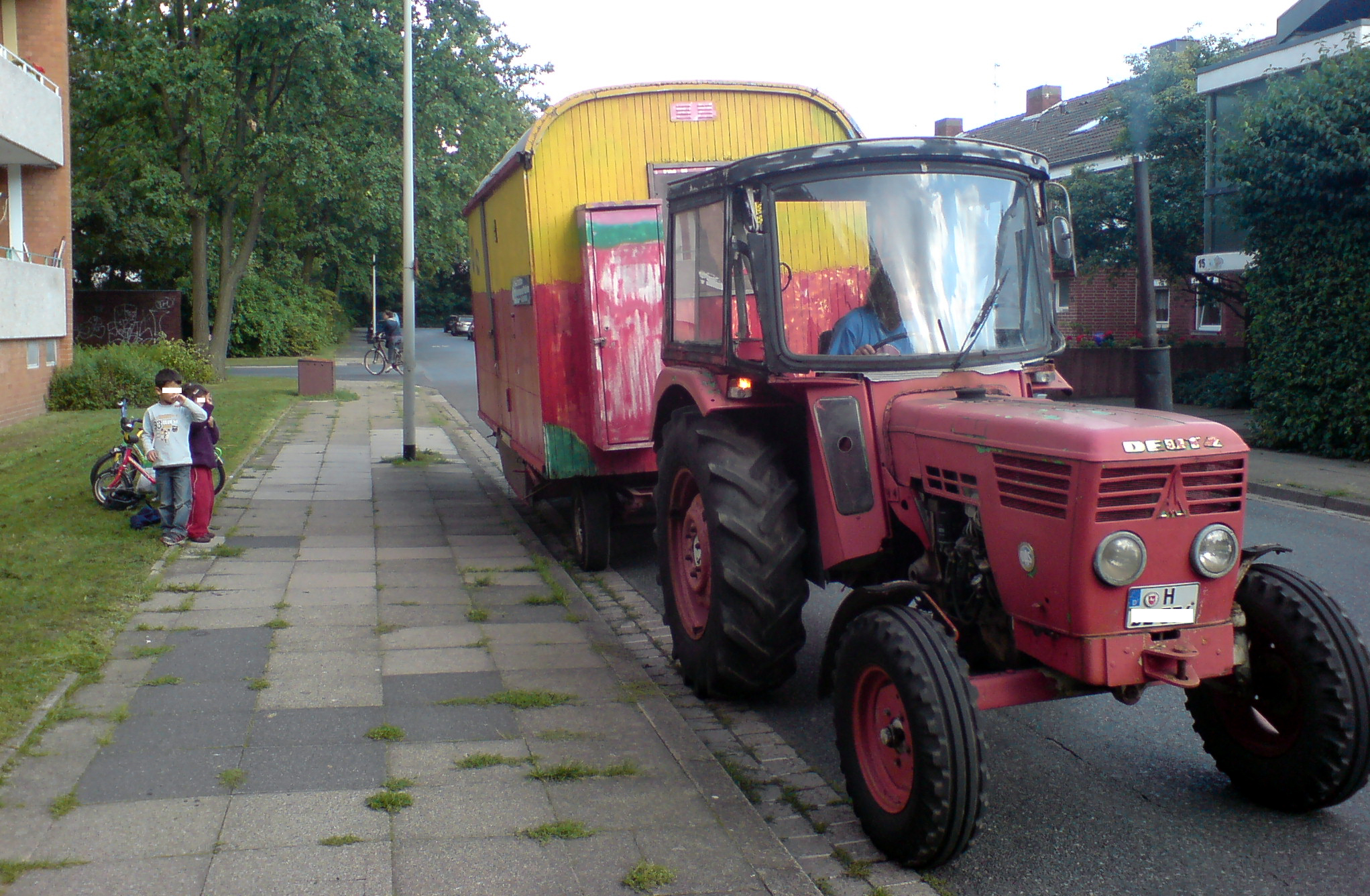
Mobiler Kinder-Spielwagen vom Verband Christlicher Pfadfinderinnen und Pfadfinder in der Straße Körtingsdorf mit Sozialarbeiter im Traktor

Körtingsdorf war eine Ende des 19. Jahrhunderts entstandene Arbeitersiedlung des Unternehmens Gebr. Körting in Hannover. Im ursprünglichen Zustand bestehen heute nur noch zwei Gebäude, die inmitten eines modernen Wohngebietes im Stadtteil Badenstedt liegen.

## Lage
Die Werkssiedlung lag nahe zum Körting-Fabrikgelände südlich der Badenstedter Straße. Historisch gehörte das Gebiet zu Bornum. Seit Einführung der Stadtbezirke in Hannover 1981 ist das frühere Siedlungsland Teil des Stadtteils Badenstedt.

## Geschichte
Die Siedlung Körtingsdorf ließ das namensgebende Unternehmen Gebr. Körting ab 1890 dorfähnlich auf einer freien Fläche errichten. Dies erfolgte zeitgleich mit dem Bau einer neuen Fabrik des Unternehmens. Unweit des Fabrikgeländes erwarb das Unternehmen von Landwirten aus Bornum an der Badenstedter Straße ein etwa 33 ha großes Grundstück. Darauf entstanden die Siedlungshäuser für die Körting-Arbeiter. Es waren Doppelhäuser mit Stallungen und großen Gärten (je etwa 800 m²). Jedes Doppelhaus verfügte über zwei geräumige Wohnungen und teilweise auch über ein ausgebautes Dachgeschoss. Das Unternehmen wollte seinen Arbeitnehmern gesunde Lebensverhältnisse bieten, die es in den lichtarmen und engen Wohnungen im nahe gelegenen Linden nicht gab. Durch diesen Wohnungsbau band das Unternehmen einen festen Arbeitnehmerstamm an das Werk.
Ursprünglich waren etwa 100 Doppelhäuser geplant, tatsächlich wurden jedoch nur rund 50 Häuser errichtet. Es gab gerichtliche Auseinandersetzungen mit der Gemeinde Badenstedt, die die Baugenehmigung zurückgezogen hatte. Sie fürchtete Folgekosten für Wegebau, Verwaltung, Anstellung von Lehrern usw. Daraufhin verpflichtete sich das Unternehmen für eine Verwaltung zu sorgen, die Wege instand zu halten sowie eine Schule einzurichten. Neben den Häusern entstand 1893 eine Schule für 120 Kinder. Außerdem waren in dem Wohnviertel kleine Geschäfte und eine Gastwirtschaft vorhanden.
Heute sind von den früheren Siedlungshäusern nur noch zwei Gebäude vorhanden, die sorgfältig restauriert sind. Sie liegen inmitten eines großflächigen Wohngebiets mit Wohnblocks aus den 1960er Jahren. Seit den 2000er Jahren gibt es am Standort der alten Schule im früheren Körtingsdorf wieder eine Grundschule, die den Namen Gebrüder-Körting-Schule trägt. Sie befindet sich im Gebäude der Förderschule Astrid-Lindgren-Schule, die im Zuge der Inklusion aufgelöst wurde.